# Hannawijja
Hannawijja (arab. حناوية) – wieś w Syrii, w muhafazie Al-Hasaka. W 2004 roku liczyła 97 mieszkańców.